# ویو ۲۵۵۸
سیارک ۲۵۵۸ (به انگلیسی: 2558 Viv، نامگذاری:1981SP1) دو هزار و پانصد و پنجاه و هشتمین سیارک کشف شده‌است که در ۲۶ سپتامبر ۱۹۸۱ کشف شد.
قدر مطلق سیارک برابر ۱۳٫۳۰ است.